# Al-Hamadhani (cratère)
Al-Hamadhani est le nom d'un cratère d'impact présent sur la surface de Mercure, à 38,8°N et 89,7°O. Son diamètre est de 186 km. Le cratère fut nommé par l'Union astronomique internationale en hommage au poète arabe Al-Hamadhani.

## Compléments